# 東京ディズニーランド リロ&スティッチのフリフリ大騒動〜Find Stitch!〜
『東京ディズニーランド リロ&スティッチのフリフリ大騒動〜Find Stitch!〜』(Tokyo Disneyland Lilo & Stitch's Big Panic "Find Stitch!")は、東京ディズニーランドにて2006年4月15日（東京ディズニーランド23周年の日）-7月14日にかけて開催されたスペシャルイベント「リロ&スティッチのフリフリ大騒動〜Find Stitch!〜」で実施されていたパレード「フリフリ・オハナ・バッシュ」の音源を収録したCDである。

## 概要
スペシャルイベント自体がハワイの雰囲気なので、歌詞にもハワイ語の歌詞が入っていたり、「タ・フワフワイ（ハワイの戦争の歌）」など有名なハワイアンミュージックが使われている。
「フリフリ・オハナ・バッシュ」は東京ディズニーランドのパレードルートを通り、途中3箇所（ファンタジーランド〜ウエスタンランド、プラザ、トゥモローランド〜トゥーンタウン）でそれぞれ異なる内容を展開する（内容は異なるがストーリーとしては全てつながっている）が、収録されている音源はすべてのエリアの音楽が一つにまとまっている。これは、ファンタジーランド〜ウエスタンランドのパレードアウト曲（パレードが退出する時の曲）とプラザのパレードインの曲（パレードが進入してくる時の曲）が同じで、プラザのパレードアウト曲とトゥモローランド〜トゥーンタウンのパレードインの曲が同じであるため。なお、各エリアのオープニングで流れるリロやプリークリーの台詞はトラックの最初に収録されている。
また、トラック2は「フリフリ・オハナ・バッシュ〜ショーモード（ハムスターヴィール・バージョン）」というボーナストラックが収録されている。これはハムスターヴィール博士が乗っているフロートから流れる音源を収録している。そのため、ガントゥとハムスターヴィール博士の会話が楽しめる。このトラックはプラザの音源のみで、プラザのショーモードのみの収録となる。

## トラック
1. フリフリ・オハナ・バッシュ　Huli Huli Ohana Bash
使用楽曲：「ハワイアン・ローラー・コースター・ライド」、「スピリット・オブ・アロハ」、「アロハ・オエ」、「ウイ・ウィル・ペイント・ユー」、「ワルキューレの騎行」、「フリ・フリ」、「タ・フワフワイ」、「リロの歌」、「アロハ・エ・コモ・マイ」
2. フリフリ・オハナ・バッシュ〜ショーモード（ハムスターヴィール・バージョン）　Huli Huli Ohana Bash~Show Mode (Hamsterviel Version)
使用楽曲：「ウイ・ウィル・ペイント・ユー」、「ワルキューレの騎行」、「フリ・フリ」、「タ・フワフワイ」、「リロの歌」、「アロハ・エ・コモ・マイ」、「アロハ・オエ」